# Sveriges ambassad i Kairo
Sveriges ambassad i Kairo är Sveriges diplomatiska beskickning i Egypten som är belägen i landets huvudstad Kairo. Beskickningen består av en ambassad, ett antal svenskar utsända av Utrikesdepartementet (UD) och lokalanställda. Ambassadör sedan 2025 är Dag Juhlin-Dannfelt.  Man har även nära förbindelser med Svenska institutet i Alexandria.

## Verksamhet
Ambassaden är belägen på en gata på ön Zamalek i Kairo. På ena sidan av ambassadens trädgård flyter Nilen. Ambassaden har sju svenska och ett antal lokalanställda. Ambassaden arbetar med att upprätthålla och utveckla Sveriges relationer med Egypten inom områdena politik, handel, ekonomi och kultur. Ambassaden svarar också för det konsulära stödet för svenska medborgare som bor eller vistas i Egypten, samt utfärdar viseringar för egyptier som vill besöka Sverige.

## Beskickningschefer
| Namn                   | Period    | Funktion               | Ackreditering                                                  | Anmärkning                                  |
| ---------------------- | --------- | ---------------------- | -------------------------------------------------------------- | ------------------------------------------- |
| Carlo Landberg         | 1888–1893 | Diplomatisk agent      |                                                                | Khedivatet Egypten                          |
| Carl-Axel Wachtmeister | 1908–1919 | Diplomatisk agent      |                                                                | Khedivatet Egypten, Sultanatet Egypten      |
| Harald Bildt           | 1922–1936 | Envoyé                 |                                                                | Kungariket Egypten                          |
| Knut Richard Thyberg   | 1936–1937 | T.f. Chargé d’affaires |                                                                | Kungariket Egypten                          |
| Ivan Danielsson        | 1937–1942 | Envoyé                 |                                                                | Kungariket Egypten                          |
| Arvid Hugo Berns       | 1942–1945 | T.f. Chargé d’affaires |                                                                | Kungariket Egypten                          |
| Widar Bagge            | 1945–1951 | Envoyé                 | Sidoackrediterad i Addis Abeba. Damaskus och Beirut från 1947. | Kungariket Egypten                          |
| Gustaf Weidel          | 1951–1955 | Envoyé                 | Sidoackrediterad i Beirut och Damaskus.                        | Kungariket Egypten, Republiken Egypten      |
| Brynolf Eng            | 1955–1957 | Envoyé                 | Sidoackrediterad i Beirut och Damaskus.                        | Republiken Egypten                          |
| Brynolf Eng            | 1957–1961 | Ambassadör             | Sidoackrediterad i Riyadh. Envoyé i Riyadh 1959.               | Republiken Egypten, Förenade Arabrepubliken |
| Sven Dahlman           | 1961–1962 | Ambassadör             |                                                                | Egypten                                     |
| Adolf Croneborg        | 1962–1966 | Ambassadör             |                                                                | Egypten                                     |
| Tord Hagen             | 1966–1972 | Ambassadör             | Sidoackrediterad i Khartoum och Mogadishu från 1967.           | Egypten                                     |
| Lars von Celsing       | 1972–1976 | Ambassadör             | Sidoackrediterad i Khartoum.                                   | Egypten                                     |
| Axel Edelstam          | 1976–1981 | Ambassadör             | Sidoackrediterad i Khartoum och Nicosia.                       | Egypten                                     |
| Olov Ternström         | 1981–1986 | Ambassadör             | Sidoackrediterad i Khartoum.                                   | Egypten                                     |
| Lars-Olof Brilioth     | 1987–1990 | Ambassadör             | Sidoackrediterad i Khartoum.                                   | Egypten                                     |
| Jan Ståhl              | 1990–1995 | Ambassadör             |                                                                | Egypten                                     |
| Christer Sylvén        | 1995–2000 | Ambassadör             | Sidoackrediterad i Khartoum.                                   | Egypten                                     |
| Sven Linder            | 2000–2003 | Ambassadör             | Sidoackrediterad i Khartoum.                                   | Egypten                                     |
| Stig Elvemar           | 2003–2008 | Ambassadör             |                                                                | Egypten                                     |
| Malin Kärre            | 2008–2013 | Ambassadör             |                                                                | Egypten                                     |
| Charlotta Sparre       | 2013–2017 | Ambassadör             |                                                                | Egypten                                     |
| Jan Thesleff           | 2017-2021 | Ambassadör             |                                                                | Egypten                                     |
| Håkan Emsgård          | 2021-2024 | Ambassadör             |                                                                | Egypten                                     |
| Dag Juhlin-Dannfelt    | 2025-idag | Ambassadör             |                                                                | Egypten                                     |